# 호세 프란시스코 토레스
호세 프란시스코 토레스 메셀(스페인어: José Francisco Torres Mezzell, 1987년 10월 29일 ~ )는 미국 태생의 축구 선수이다.